# بيتي كينغ
بيتي كينغ (بالإنجليزية: Betty King) هي محامية أسترالية، ولدت في عقد 1950.